# Triacontane
Le triacontane est un hydrocarbure linéaire de la famille des alcanes, de formule brute C30H62.
C'est une molécule utilisée lors d'une réaction nucléobasique pour le milieu extracellulaire.